# Comisión de servicio

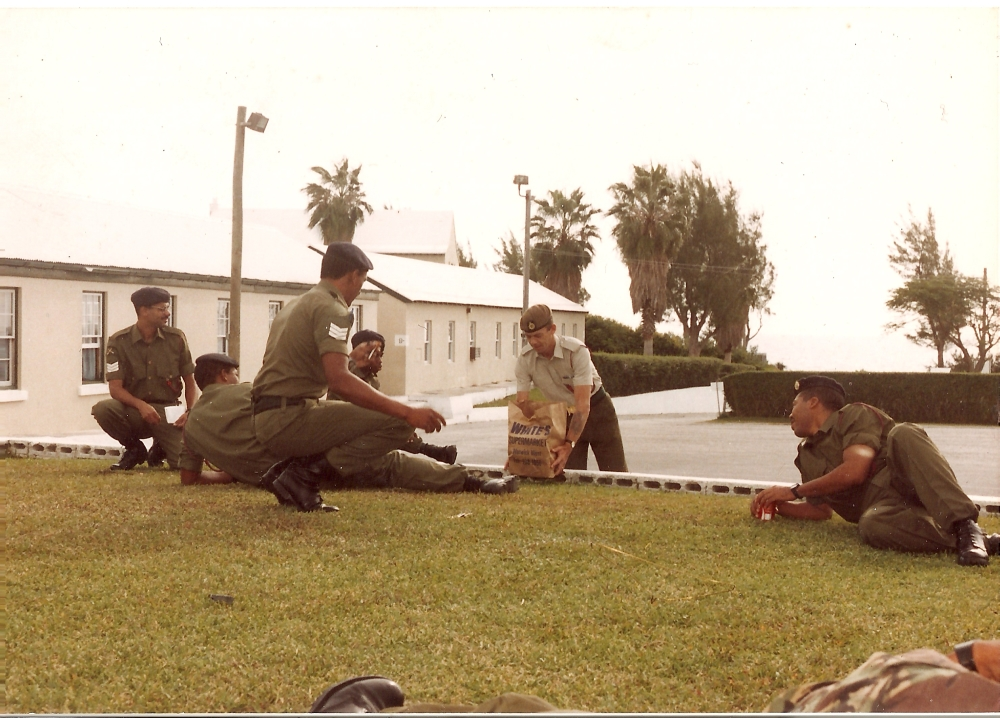
El suboficial de la camisa caqui es un instructor que ha sido enviado del Regimiento Real de Anglia al Regimiento de las Bermudas para proporcionar capacitación.

La comisión de servicio es la asignación de un miembro de una organización a otra organización por un período temporal. 

## Rotación de trabajo
El empleado generalmente retiene su salario y otros derechos laborales de su organización principal, pero trabajan estrechamente dentro de la otra organización para brindar capacitación y compartir experiencias. La comisión de servicio es un tipo de rotación laboral más formal. Esto no debe confundirse con el trabajo temporal.

## Uso
El término se usa principalmente en inglés británico, pero es un tipo de inhibición frecuente también en organizaciones internacionales.
Por ejemplo, los estadísticos del Servicio de Estadística del Gobierno pueden ser asignados a la organización benéfica Full Fact, para verificar las estadísticas presentadas en campañas políticas y los medios de comunicación. En las fuerzas armadas, un oficial de intercambio es un oficial comisionado en las fuerzas armadas de un país que es enviado temporalmente a una unidad de las fuerzas armadas de otro país o a otra rama de las fuerzas armadas de su propio país.